# Amt Grube

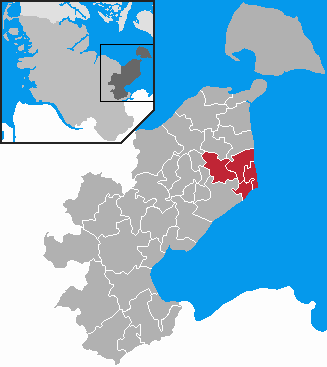
Lage des ehem. Amtes Grube im Kreis Ostholstein

Das ehemalige Amt Grube lag im Kreis Ostholstein in Schleswig-Holstein. Es bestand aus den vier Gemeinden Dahme, Grube, Kellenhusen und Riepsdorf. Das Amt hatte zuletzt über 4000 Einwohner und eine Fläche von mehr als 60 km². Der Sitz der Verwaltung war in Grube. 
Das Amt wurde 1889 mit den Gemeinden Altratjensdorf, Dahme, Grube, Thomsdorf und Gosdorf gegründet. 1937 wurden Altratjensdorf, Thomsdorf, Gosdorf und die Gemeinden Koselau, Quaal (Amt Lensahn) nach Riepsdorf (bis dahin ebenfalls Amt Lensahn) eingemeindet, und Riepsdorf schloss sich dem Amt Grube an. Nach Auflösung des Amtes Cismar kam dann 1970 die Gemeinde Kellenhusen zum Amt. Mit Ablauf des 31. Dezember 2006 löste sich das Amt auf. Riepsdorf trat dem Amt Lensahn bei. Die drei übrigen Gemeinden bilden seitdem eine Verwaltungsgemeinschaft mit der Gemeinde Grömitz.